# خايرو نيرا
خايرو نيرا (بالإسبانية: Jairo Neira)‏ هو لاعب كرة قدم ومدرب كرة قدم تشيلي في مركز الوسط، ولد في 1987 في كونثبثيون في تشيلي. لعب مع أرتورو فرنانديز فيال وكوريكو يونيدو.